# Verconia norba
Verconia norba (Er. Marcus & Ev. Marcus, 1970) è un mollusco nudibranchio della famiglia Chromodorididae.

## Descrizione
Colore del mantello variabile da viola-rosso fino a rosa-arancio. Il bordo del mantello è caratterizzato da una spessa banda bianca con alcune zone rosa-viola a chiazze. Nella parte centrale del mantello si trova una chiazza bianca, di larghezza irregolare. Ciuffo branchiale e rinofori sono di colore rosso-arancio.

## Distribuzione e habitat
La specie ha un areale Indo-Pacifico.